# 1994 في إسرائيل
فيما يلي قوائم الأحداث التي وقعت خلال عام 1994 في إسرائيل.

## سياسة

### تعيين في المنصب
- 8 فبراير – إسحاق رابين وزير الصحة  [لغات أخرى]‏.
- 1 يونيو – افرايم سنيه وزير الصحة  [لغات أخرى]‏.
- 28 يونيو – موشيه غافني عضو الكنيست [الإنجليزية]‏.

### انتهاء فترة المنصب
- 8 فبراير – حاييم رامون وزير الصحة  [لغات أخرى]‏.
- 1 يونيو – إسحاق رابين وزير الصحة  [لغات أخرى]‏.
- 5 يوليو – توفيق زياد عضو الكنيست [الإنجليزية]‏.

## أفلام
من الأفلام التي صدرت هذه السنة في إسرائيل:
- 1 يناير – على حافة السلام من إخراج Ilan Ziv  [لغات أخرى]‏.

## مواليد

### مارس
- 23 مارس – عمري ألتمان لاعب كرة قدم إسرائيلي.[1]

### مايو
- 16 مايو – نيتا آل شميستر عارضة إسرائيلية.

### أكتوبر
- 3 أكتوبر – جابر عطا لاعب كرة قدم إسرائيلي.[2]

## وفيات

### يناير
- 1 يناير – خالد الحسن (مواليد 1928)

### يوليو
- 5 يوليو – توفيق زياد (مواليد 1929) سياسي إسرائيلي.

### أكتوبر
- 14 أكتوبر – عملية أسر الرقيب فاكسمان (مواليد 1975) محارب إسرائيلي.